# Малина (Добрицька область)
Мали́на (болг. Малина) — село в Добрицькій області Болгарії. Входить до складу общини Генерал-Тошево.

## Населення
За даними перепису населення 2011 року у селі проживали 199 осіб.
Національний склад населення села:
| Національність   | Кількість осіб | Відсоток |
| ---------------- | -------------- | -------- |
| болгари          | 129            | 66,5%    |
| турки            | 53             | 27,3%    |
| цигани           | 9              | 4,6%     |
| інша             | 3              | 1,5%     |
| не визначились   | 0              | 0%       |
| Всього відповіли | 194            |          |

Розподіл населення за віком у 2011 році:
Динаміка населення: